# Automolis rosea
Automolis rosea är en fjärilsart som beskrevs av Aurivillius 1905. Automolis rosea ingår i släktet Automolis och familjen björnspinnare. Inga underarter finns listade i Catalogue of Life.